# Bayanzag
Bayanzag (mongol: Баянзаг, ric en saxaul), també conegut amb el nom en anglès de Flaming Cliffs (Penya-segats en flames), amb el nom alternatiu mongol de mongol: Улаан Эрэг (penya-segats vermells), és una regió del desert de Gobi a la província d'Ömnögovi de Mongòlia, en la qual s'han fet importants troballes fòssils. Va rebre aquest nom pel paleontòleg nord-americà Roy Chapman Andrews, que el va visitar la dècada de 1920. La zona és més famosa per haver produït el primer descobriment d'ous de dinosaures. Altres troballes a la zona inclouen exemplars de Velociraptor i mamífers euteris. Deixa al descobert roques de la Formació Djadochta. És il·legal retirar fòssils de la zona sense els permisos adequats.
El sobrenom fa referència al color vermell o ataronjat dels penya-segats de pedra sorrenca (sobretot a una posta de sol).

## Ossos/fòssils de dinosaures
Els següents són fòssils de dinosaures que s'han trobat als Flaming Cliffs.
Teròpodes :
- Maniraptorans : Archaeornithoides, Velociraptor, Saurornithoides, Oviraptor

Ornitisquis
- Ceratòpsis : Protoceratops
- Anquilosaurids : Pinacosaurus